# Drugi rząd Władimira Putina
Drugi rząd Władimira Putina – rząd Federacji Rosyjskiej, utworzony w dniach 8–12 maja 2008 pod przewodnictwem Władimira Putina.
Władimir Putin jako premier został zaakceptowany przez Dumę Państwową 8 maja 2008, rząd powstał 12 maja 2008.

## Udzielenie zgody 8 maja 2008
| Klub                                        | Klub                                      | Głosowanie | Głosowanie     | Głosowanie | Nieobecni |
| Klub                                        | Klub                                      | Za         | Wstrzymali się | Przeciw    | Nieobecni |
| ------------------------------------------- | ----------------------------------------- | ---------- | -------------- | ---------- | --------- |
|                                             | Jedna Rosja                               | 314        | 0              | 0          | 0         |
|                                             | Komunistyczna Partia Federacji Rosyjskiej | 0          | 0              | 56         | 1         |
|                                             | Liberalno-Demokratyczna Partia Rosji      | 40         | 0              | 0          | 0         |
|                                             | Sprawiedliwa Rosja                        | 38         | 0              | 0          | 0         |
| ŁĄCZNIE                                     | ŁĄCZNIE                                   | 392        | 0              | 56         | 2         |
| Większość bezwzględna: 226, zgodę udzielono |                                           |            |                |            |           |

## Drugi Rząd Władimira Putina (2008–2012)
| Funkcja                                                                                  | Imię i nazwisko           | Imię i nazwisko           | Czas pełnienia funkcji    | Czas pełnienia funkcji    |
| Funkcja                                                                                  | Imię i nazwisko           | Imię i nazwisko           | Od                        | Do                        |
| ---------------------------------------------------------------------------------------- | ------------------------- | ------------------------- | ------------------------- | ------------------------- |
| Przewodniczący Rządu                                                                     |                           | Władimir Putin (JeR)      | 8 maja 2008(dts)          | 7 maja 2012(dts)          |
| Pierwszy zastępca przewodniczącego Rządu                                                 |                           | Igor Szuwałow             | 12 maja 2008(dts)         | 21 maja 2012(dts)         |
| Pierwszy zastępca przewodniczącego Rządu                                                 |                           | Wiktor Zubkow (JeR)       | 12 maja 2008(dts)         | 21 maja 2012(dts)         |
| Zastępca przewodniczącego Rządu                                                          | Siergiej Iwanow (JeR)     | 12 maja 2008(dts)         | 22 grudnia 2011(dts)      |                           |
| Zastępca przewodniczącego Rządu                                                          |                           | Aleksiej Kudrin           | 12 maja 2008(dts)         | 26 września 2011(dts)     |
| Minister finansów                                                                        | 12 maja 2008(dts)         | Aleksiej Kudrin           | 26 września 2011(dts)     |                           |
| Zastępca przewodniczącego Rządu                                                          | Igor Sieczin              | 12 maja 2008(dts)         | 21 maja 2012(dts)         |                           |
| Zastępca przewodniczącego Rządu                                                          |                           | Siergiej Sobianin (JeR)   | 12 maja 2008(dts)         | 21 października 2010(dts) |
| Kierownik Aparatu Rządu                                                                  | 12 maja 2008(dts)         | Siergiej Sobianin (JeR)   | 21 października 2010(dts) |                           |
| Zastępca przewodniczącego Rządu                                                          | Aleksandr Żukow (JeR)     | 12 maja 2008(dts)         | 20 grudnia 2011(dts)      |                           |
| Minister kultury                                                                         |                           | Aleksandr Awdiejew        | 12 maja 2008(dts)         | 21 maja 2012(dts)         |
| Minister przemysłu i handlu                                                              | Wiktor Christienko        | 12 maja 2008(dts)         | 31 stycznia 2012(dts)     |                           |
| Minister edukacji i nauki                                                                | Andriej Fursienko         | 12 maja 2008(dts)         | 21 maja 2012(dts)         |                           |
| Minister ochrony zdrowia i rozwoju społecznego                                           |                           | Tatjana Golikowa (JeR)    | 12 maja 2008(dts)         | 21 maja 2012(dts)         |
| Minister rolnictwa                                                                       | Aleksiej Gordiejew (JeR)  | 12 maja 2008(dts)         | 26 lutego 2009(dts)       |                           |
| Minister sprawiedliwości                                                                 |                           | Aleksandr Konowałow       | 12 maja 2008(dts)         | 21 maja 2012(dts)         |
| Minister rozwoju regionalnego                                                            | Dmitrij Kozak             | 12 maja 2008(dts)         | 21 maja 2012(dts)         |                           |
| Zastępca przewodniczącego Rządu                                                          | Dmitrij Kozak             | 14 października 2008(dts) | 21 maja 2012(dts)         |                           |
| Minister transportu                                                                      | Igor Lewitin              | 12 maja 2008(dts)         | 21 maja 2012(dts)         |                           |
| Minister spraw zagranicznych                                                             | Siergiej Ławrow           | 12 maja 2008(dts)         | 21 maja 2012(dts)         |                           |
| Minister sportu, turystyki i polityki młodzieżowej                                       | Witalij Mutko             | 12 maja 2008(dts)         | 21 maja 2012(dts)         |                           |
| Minister rozwoju gospodarczego                                                           | Elwira Nabiułlina         | 12 maja 2008(dts)         | 21 maja 2012(dts)         |                           |
| Minister spraw wewnętrznych                                                              |                           | Raszyd Nurgalijew (JeR)   | 12 maja 2008(dts)         | 21 maja 2012(dts)         |
| Minister obrony                                                                          | Anatolij Sierdiukow (JeR) | 12 maja 2008(dts)         | 21 maja 2012(dts)         |                           |
| Minister łączności i komunikacji masowej                                                 |                           | Igor Szczogolew           | 12 maja 2008(dts)         | 21 maja 2012(dts)         |
| Minister energetyki                                                                      |                           | Siergiej Szmatko (JeR)    | 12 maja 2008(dts)         | 21 maja 2012(dts)         |
| Minister obrony cywilnej, sytuacji nadzwyczajnych i likwidacji skutków klęsk żywiołowych | Siergiej Szojgu (JeR)     | 12 maja 2008(dts)         | 21 maja 2012(dts)         |                           |
| Minister zasobów naturalnych i środowiska                                                | Jurij Trutniew (JeR)      | 12 maja 2008(dts)         | 21 maja 2012(dts)         |                           |
| Minister rozwoju regionalnego                                                            |                           | Wiktor Basargin           | 14 października 2008(dts) | 28 kwietnia 2012(dts)     |
| Minister rolnictwa                                                                       |                           | Jelena Skrynnik (JeR)     | 12 marca 2009(dts)        | 21 maja 2012(dts)         |
| Zastępca przewodniczącego Rządu                                                          | Aleksandr Chłoponin (JeR) | 19 stycznia 2010(dts)     | 21 maja 2012(dts)         |                           |
| Pełnomocny przedstawiciel Prezydenta w Północnokaukaskim Okręgu Federalnym               | Aleksandr Chłoponin (JeR) | 6 listopada 2010(dts)     | 21 maja 2012(dts)         |                           |
| Zastępca przewodniczącego Rządu                                                          | Wiaczesław Wołodin (JeR)  | 21 października 2010(dts) | 27 grudnia 2011(dts)      |                           |
| Kierownik Aparatu Rządu                                                                  | Wiaczesław Wołodin (JeR)  | 21 października 2010(dts) | 27 grudnia 2011(dts)      |                           |
| Minister finansów                                                                        | Anton Siłuanow (JeR)      | 16 grudnia 2011(dts)      | 21 maja 2012(dts)         |                           |
| Zastępca przewodniczącego Rządu                                                          |                           | Dmitrij Rogozin           | 23 grudnia 2011(dts)      | 21 maja 2012(dts)         |
| Zastępca przewodniczącego Rządu                                                          |                           | Władisław Surkow (JeR)    | 27 grudnia 2011(dts)      | 21 maja 2012(dts)         |
| Minister                                                                                 | Anton Wajno (JeR)         | 27 grudnia 2011(dts)      | 21 maja 2012(dts)         |                           |
| Kierownik Aparatu Rządu                                                                  | Anton Wajno (JeR)         | 27 grudnia 2011(dts)      | 21 maja 2012(dts)         |                           |